# Акимов, Вячеслав Валерьевич
Вячесла́в Вале́рьевич Аки́мов (укр. Вячеслав Валерійович Акімов; род. 17 октября 1989, Одесса) — украинский футболист, полузащитник.

## Игровая карьера
Воспитанник одесского футбола. С 2002 по 2006 год обучался в одесской ДЮСШ-9.
Профессиональную карьеру начал в перволиговом харьковском «Гелиосе». В команде дебютировал 19 июля 2007 года в матче против симферопольского «ИгроСервиса» (0:0). Вторую половину сезона 2007/08 провёл в составе МФК «Николаев», где был основным игроком до июня 2008 года, когда клуб вышел из состава ПФЛ, был расформирован, а футболисты получили статус свободных агентов.
Новый сезон Акимов начал в «Ворскле». В клубе Премьер-лиги играл лишь в молодёжной команде, поэтому ещё до закрытия трансферного окна покинул Полтаву и перешёл в перволиговый ФК «Княжа». В Счастливом у Акимова повторилась николаевская история, — в начале 2009 года «Княжа» снялась с чемпионата и все её футболисты получили статус свободных агентов.
Летом 2009 года Вячеслав проходил просмотр в «Волыни». В составе команды сыграл в пяти товарищеских матчах, но подписал контракт с другим клубом Премьер-лиги — «Закарпатьем». В ужгородской команде играл только в молодёжном составе.
В 2010 году выступал в любительской команде ФК «Тарутино», с которой становился победителем чемпионата Одесской области.
Летом 2011 года перешёл в «Энергетик» (Бурштын), откуда ещё до закрытия трансферного окна со второй попытки ушёл в «Волынь». 26 августа 2011 года дебютировал в Премьер-лиге в матче против киевской «Оболони». Был заменён уже на 17 минуте матча, а после игры поддался критике со стороны Виталия Кварцяного. После этого матча в играх основного состава «Волыни» больше не участвовал, а после завершения сезона покинул команду.
В сентябре 2012 года перешёл в «Шахтёр-3», где выступал два сезона во второй лиге. Наряду со Скобловым и Илюком был одним из самых опытных игроков в этой команде. Вместе со Скобловым выполнял основную работу в центре поля. Много пользы приносили они и исполнением штрафных, и распасовкой. Этот дуэт 24-летних полузащитников для «Шахтёра-3» был фактически незаменим.
С марта 2015 играл за ужгородскую «Говерлу», а с июля — за «Ильичёвец», который официально покинул в январе 2016 года. В октябре 2016 года перешёл в черниговскую «Десну», в составе которой сыграл 3 матча. В июле 2017 года стал игроком одесской «Жемчужины».